# Jetimtov
Jetimtov (Dżetym-tau; uzb.: Jetimtov tog‘lari; ros.: Джетымтау, Dżetymtau) – izolowany, ostańcowy masyw górski w północno-środkowym Uzbekistanie, na pustyni Kyzył-kum, na południowy wschód od masywu Bo'kantov. Najwyższy szczyt osiąga 565 m n.p.m. Masyw mocno rozczłonkowany i poprzedzielany głębokimi obniżeniami.